# Gant doré (premier but)
Le Gant doré (en anglais Gold Glove) est un prix décerné annuellement depuis 1957 aux joueurs des Ligues majeures de baseball qui ont démontré les meilleures qualités défensives.
Chaque année, 18 Gants dorés sont attribués, un pour chaque position de chaque ligue.
Le trophée associé au prix est commandité par Rawlings, une compagnie américaine spécialisée dans la commercialisation de produits associés au baseball. Le titre officiel du prix est Rawlings Gold Glove Award.

## Liste complète des gagnants
En 1957, première année où les Gants dorés sont décernés, un seul prix est remis à chaque position, indépendamment de la ligue majeure dans lequel le lauréat évolue. À partir de 1958, un Gant doré est remis au joueur de premier but s'étant le plus illustré en défensive dans la Ligue nationale, et un Gant doré équivalent dans la Ligue américaine. Dans le tableau ci-dessous, le nombre de prix remportés par les lauréats multiples est indiqué entre parenthèses.
| Année | Ligue nationale                   | Équipe (s)                       | Ligue américaine      | Équipe (s)               |
| ----- | --------------------------------- | -------------------------------- | --------------------- | ------------------------ |
| 1957  | Gil Hodges (1)                    | Dodgers de Brooklyn              | —                     | —                        |
| 1958  | Gil Hodges (2)                    | Dodgers de Los Angeles           | Vic Power (1)         | Kansas City et Cleveland |
| 1959  | Gil Hodges (3)                    | Dodgers de Los Angeles           | Vic Power (2)         | Indians de Cleveland     |
| 1960  | Bill White (1)                    | Cardinals de Saint-Louis         | Vic Power (3)         | Indians de Cleveland     |
| 1961  | Bill White (2)                    | Cardinals de Saint-Louis         | Vic Power (4)         | Indians de Cleveland     |
| 1962  | Bill White (3)                    | Cardinals de Saint-Louis         | Vic Power (5)         | Twins du Minnesota       |
| 1963  | Bill White (4)                    | Cardinals de Saint-Louis         | Vic Power (6)         | Twins du Minnesota       |
| 1964  | Bill White (5)                    | Cardinals de Saint-Louis         | Vic Power (7)         | Minnesota et Los Angeles |
| 1965  | Bill White (6)                    | Cardinals de Saint-Louis         | Joe Pepitone (1)      | Yankees de New York      |
| 1966  | Bill White (7)                    | Cardinals de Saint-Louis         | Joe Pepitone (2)      | Yankees de New York      |
| 1967  | Wes Parker (1)                    | Dodgers de Los Angeles           | George Scott (1)      | Red Sox de Boston        |
| 1968  | Wes Parker (2)                    | Dodgers de Los Angeles           | George Scott (2)      | Red Sox de Boston        |
| 1969  | Wes Parker (3)                    | Dodgers de Los Angeles           | Joe Pepitone (3)      | Yankees de New York      |
| 1970  | Wes Parker (4)                    | Dodgers de Los Angeles           | Jim Spencer (1)       | Angels de la Californie  |
| 1971  | Wes Parker (5)                    | Dodgers de Los Angeles           | George Scott (3)      | Red Sox de Boston        |
| 1972  | Wes Parker (6)                    | Dodgers de Los Angeles           | George Scott (4)      | Brewers de Milwaukee     |
| 1973  | Mike Jorgensen                    | Expos de Montréal                | George Scott (5)      | Brewers de Milwaukee     |
| 1974  | Steve Garvey (1)                  | Dodgers de Los Angeles           | George Scott (6)      | Brewers de Milwaukee     |
| 1975  | Steve Garvey (2)                  | Dodgers de Los Angeles           | George Scott (7)      | Brewers de Milwaukee     |
| 1976  | Steve Garvey (3)                  | Dodgers de Los Angeles           | George Scott (8)      | Brewers de Milwaukee     |
| 1977  | Steve Garvey (4)                  | Dodgers de Los Angeles           | Jim Spencer (2)       | White Sox de Chicago     |
| 1978  | Keith Hernandez (1)               | Cardinals de Saint-Louis         | Chris Chambliss       | Yankees de New York      |
| 1979  | Keith Hernandez (2)               | Cardinals de Saint-Louis         | Cecil Cooper (1)      | Brewers de Milwaukee     |
| 1980  | Keith Hernandez (3)               | Cardinals de Saint-Louis         | Cecil Cooper (2)      | Brewers de Milwaukee     |
| 1981  | Keith Hernandez (4)               | Cardinals de Saint-Louis         | Mike Squires          | White Sox de Chicago     |
| 1982  | Keith Hernandez (5)               | Cardinals de Saint-Louis         | Eddie Murray (1)      | Orioles de Baltimore     |
| 1983  | Keith Hernandez (6)               | Saint-Louis et New York          | Eddie Murray (2)      | Orioles de Baltimore     |
| 1984  | Keith Hernandez (7)               | Mets de New York                 | Eddie Murray (3)      | Orioles de Baltimore     |
| 1985  | Keith Hernandez (8)               | Mets de New York                 | Don Mattingly (1)     | Yankees de New York      |
| 1986  | Keith Hernandez (9)               | Mets de New York                 | Don Mattingly (2)     | Yankees de New York      |
| 1987  | Keith Hernandez (10)              | Mets de New York                 | Don Mattingly (3)     | Yankees de New York      |
| 1988  | Keith Hernandez (11)              | Mets de New York                 | Don Mattingly (4)     | Yankees de New York      |
| 1989  | Andrés Galarraga (1)              | Expos de Montréal                | Don Mattingly (5)     | Yankees de New York      |
| 1990  | Andrés Galarraga (2)              | Expos de Montréal                | Mark McGwire          | Athletics d'Oakland      |
| 1991  | Will Clark                        | Giants de San Francisco          | Don Mattingly (6)     | Yankees de New York      |
| 1992  | Mark Grace (1)                    | Cubs de Chicago                  | Don Mattingly (7)     | Yankees de New York      |
| 1993  | Mark Grace (2)                    | Cubs de Chicago                  | Don Mattingly (8)     | Yankees de New York      |
| 1994  | Jeff Bagwell                      | Astros de Houston                | Don Mattingly (9)     | Yankees de New York      |
| 1995  | Mark Grace (3)                    | Cubs de Chicago                  | J. T. Snow (1)        | Angels de la Californie  |
| 1996  | Mark Grace (4)                    | Cubs de Chicago                  | J. T. Snow (2)        | Angels de la Californie  |
| 1997  | J. T. Snow (3)                    | Giants de San Francisco          | Rafael Palmeiro (1)   | Orioles de Baltimore     |
| 1998  | J. T. Snow (4)                    | Giants de San Francisco          | Rafael Palmeiro (2)   | Orioles de Baltimore     |
| 1999  | J. T. Snow (5)                    | Giants de San Francisco          | Rafael Palmeiro (3)   | Rangers du Texas         |
| 2000  | J. T. Snow (6)                    | Giants de San Francisco          | John Olerud (1)       | Mariners de Seattle      |
| 2001  | Todd Helton (1)                   | Rockies du Colorado              | Doug Mientkiewicz     | Twins du Minnesota       |
| 2002  | Todd Helton (2)                   | Rockies du Colorado              | John Olerud (2)       | Mariners de Seattle      |
| 2003  | Derrek Lee (1)                    | Marlins de la Floride            | John Olerud (3)       | Mariners de Seattle      |
| 2004  | Todd Helton (3)                   | Rockies du Colorado              | Darin Erstad          | Angels de Los Angeles    |
| 2005  | Derrek Lee (2)                    | Cubs de Chicago                  | Mark Teixeira (1)     | Rangers du Texas         |
| 2006  | Albert Pujols (1)                 | Cardinals de Saint-Louis         | Mark Teixeira (2)     | Rangers du Texas         |
| 2007  | Derrek Lee (3)                    | Cubs de Chicago                  | Kevin Youkilis        | Red Sox de Boston        |
| 2008  | Adrian Gonzalez (1)               | Padres de San Diego              | Carlos Peña           | Rays de Tampa Bay        |
| 2009  | Adrian Gonzalez (2)               | Padres de San Diego              | Mark Teixeira (3)     | Yankees de New York      |
| 2010  | Albert Pujols (2)                 | Cardinals de Saint-Louis         | Mark Teixeira (4)     | Yankees de New York      |
| 2011  | Joey Votto                        | Reds de Cincinnati               | Adrian Gonzalez (3)   | Red Sox de Boston        |
| 2012  | Adam LaRoche                      | Nationals de Washington          | Mark Teixeira (5)     | Yankees de New York      |
| 2013  | Paul Goldschmidt (1)              | Diamondbacks de l'Arizona        | Eric Hosmer (1)       | Royals de Kansas City    |
| 2014  | Adrian Gonzalez (4)               | Dodgers de Los Angeles           | Eric Hosmer (2)       | Royals de Kansas City    |
| 2015  | Paul Goldschmidt (2)              | Diamondbacks de l'Arizona        | Eric Hosmer (3)       | Royals de Kansas City    |
| 2016  | Anthony Rizzo                     | Cubs de Chicago                  | Mitch Moreland        | Rangers du Texas         |
| 2017  | Paul Goldschmidt (3)              | Diamondbacks de l'Arizona        | Eric Hosmer (4)       | Royals de Kansas City    |
| 2018  | Freddie Freeman Anthony Rizzo (2) | Braves d'Atlanta Cubs de Chicago | Matt Olson            | Athletics d'Oakland      |
| 2019  | Anthony Rizzo (3)                 | Cubs de Chicago                  | Matt Olson (2)        | Athletics d'Oakland      |
| 2020  | Anthony Rizzo (4)                 | Cubs de Chicago                  | Evan White            | Mariners de Seattle      |
| 2021  | Paul Goldschmidt (4)              | Cardinals de Saint-Louis         | Yuli Gurriel          | Astros de Houston        |
| 2022  | Christian Walker                  | Diamondbacks de l'Arizona        | Vladimir Guerrero Jr. | Blue Jays de Toronto     |

## Gagnants les plus fréquents
Mis à jour après la saison 2022.
| - Total des Ligues majeures - Keith Hernandez : 11, tous dans la Ligue nationale - Don Mattingly : 9, tous dans la Ligue américaine - George Scott : 8, tous dans la Ligue américaine |  | - Ligue nationale - Keith Hernandez : 11 - Bill White : 7 - Wes Parker : 6 |  | - Ligue américaine - Don Mattingly : 9 - George Scott : 8 - Vic Power : 7 |